# Serge Maguy
Serge-Alain Maguy (ur. 20 października 1970 w Abidżanie) – piłkarz z Wybrzeża Kości Słoniowej, występujący podczas kariery na pozycji pomocnika.

## Kariera klubowa
Serge Maguy rozpoczął karierę w Africa Sports National Abidżan w 1990 roku. Z Africa Sports zdobył Puchar Wybrzeża Kości Słoniowej w 1993.
W latach 1993–1994 występował w Atlético Madryt. W klubie z Madrytu rozegrał tylko 8 spotkań i powrócił do ojczyzny do ASEC Mimosas. Z ASEC zdobył mistrzostwo Wybrzeża Kości Słoniowej oraz Puchar Wybrzeża Kości Słoniowej 1995 roku. W 1998 roku wyjechał do Arabii Saudyjskiej do Al-Qadisiya Al Khubar. W latach 1996–1997 występował w Gwinei w klubie Satellite FC. W 1997-1999 ponownie występował w Africa Sports. Z Africa Sports zdobył mistrzostwo Wybrzeża Kości Słoniowej w 1999 oraz Puchar Wybrzeża Kości Słoniowej 1998 roku. Ostatnie lata kariery spędził w Szwajcarii w CS Chênois.

## Kariera reprezentacyjna
Serge Maguy występował w reprezentacji Wybrzeża Kości Słoniowej. W 1988 roku zagrał w Pucharze Narodów Afryki 1988, a w 1990 - w Pucharze Narodów Afryki 1990. W 1992 roku uczestniczył w największym sukcesie w historii WKS w postaci zdobycia Pucharu Narodów Afryki. Na tej imprezie Maguy wystąpił we wszystkich pięciu meczach z Algierią, Kongo, Zambią, Kamerunem oraz finałowym z Ghaną, w którym strzelił bramkę w serii rzutów karnych.
W tym samym roku wystąpił w pierwszej edycji Pucharu Konfederacji, który nosił wówczas nazwę Pucharu Króla Fahda. Na tym turnieju po porażkach z Argentyną i reprezentację USA Wybrzeże Kości Słoniowej zajęło ostatnie, czwarte miejsce. W 1992 i 1993 uczestniczył w przegranych eliminacjach do Mistrzostw Świata 1994.
W 1994 po raz czwarty wystąpił w Pucharze Narodów Afryki, na którym WKS zdobyło brązowy medal. Na tym turnieju wystąpił w czterech meczach z Sierra Leone, Zambią, Ghaną i Nigerią.